# Jänisjoki
La rivière Jänis (en finnois : Jänisjoki) est un cours d'eau de Carélie du Nord et de République de Carélie,,.

## Description
La rivière Jänis prend sa source dans le lac Aittojärvi, dans le sud de l'ancienne municipalité d'Eno, rattachée à la ville de Joensuu.
Puis elle traverse l'ancienne municipalité de Tuupovaara, Loitimo et Tohmajärvi, jusqu'à Värtsilä.
Ensuite, elle coule en république de Carélie et se jette dans le lac Jänisjärvi.